# Carlo Molfetta
Carlo Molfetta (Mesagne, 15 de fevereiro de 1984) é um taekwondista italiano, .
Carlo Molfetta competiu nos Jogos Olímpicos de 2004, e 2012, na qual conquistou a medalha de ouro em 2012.